# S/2004 S 46
S/2004 S 46 ist einer der kleineren äußeren Monde des Planeten Saturn.

## Entdeckung und Benennung
S/2004 S 46 wurde am 12. Dezember 2004 durch die Astronomen David Jewitt, Scott Sheppard, Edward Ashton, Brett Gladman, Jean-Marc Petit und Mike Alexandersen auf Aufnahmen entdeckt, die mit dem 8,2-m-Subaru-Teleskop am Mauna-Kea-Observatorium angefertigt wurden. Aus diesem Zeitraum konnten 61 weitere Saturnmonde nachgewiesen werden; die Entdeckung wurde am 8. Mai 2023 bekannt gegeben, der Mond erhielt die vorläufige Bezeichnung S/2004 S 46.
Der Beobachtungszeitraum von S/2004 S 46 erstreckt sich vom 12. Dezember 2004 bis zum 8. Juli 2021; es liegen insgesamt 22 Beobachtungen über einen Zeitraum von 17 Jahren vor.

## Bahneigenschaften
S/2004 S 46 umkreist Saturn in zwei Jahren und 343 Tagen auf einer stark elliptischen, retrograden Umlaufbahn zwischen 15.587.500 km und 24.840.300 km Abstand zu dessen Zentrum. Die Bahnexzentrizität beträgt 0,229, die Bahn ist 176,0° gegenüber dem Äquator von Saturn geneigt.
Der Mond ist Bestandteil der sogenannten Nordischen Gruppe von Saturnmonden, die den Planeten mit Bahnneigungen zwischen 145,2° und 177,5° und Bahnexzentrizitäten zwischen 0,130 und 0,580 retrograd umrunden.

## Physikalische Eigenschaften
S/2004 S 46 besitzt einen Durchmesser von etwa 2 km. Die absolute Helligkeit des Mondes beträgt 16,4 m.